# Phaonia youyuensis
Phaonia youyuensis är en tvåvingeart som beskrevs av Xue och Wang 1989. Phaonia youyuensis ingår i släktet Phaonia och familjen husflugor. Inga underarter finns listade i Catalogue of Life.